# Torneo di Wimbledon 2016 - Doppio maschile per invito
Goran Ivanišević e Ivan Ljubičić erano i campioni in carica.
Greg Rusedski e Fabrice Santoro hanno vinto il titolo battendo Jonas Björkman e Thomas Johansson in finale, 7–5, 6–1.

## Tabellone

### Legenda
| - Q = Qualificato - WC = Wild card - LL = Lucky loser | - ALT = Alternate - SE = Special Exempt - PR = Protected Ranking | - w/o = Walkover - r = Ritirato - d = Squalificato |

### Finale
|  | Finale                          |                                 |                                 |   |   |  |
|  |                                 |                                 |                                 |   |   |  |
|  | Greg Rusedski Fabrice Santoro   | Greg Rusedski Fabrice Santoro   | Greg Rusedski Fabrice Santoro   | 7 | 6 |  |
|  | Jonas Björkman Thomas Johansson | Jonas Björkman Thomas Johansson | Jonas Björkman Thomas Johansson | 5 | 1 |  |

### Gruppo A
|    |                                   | M Chang M Philippoussis | W Ferreira S Grosjean | J Gimelstob R Hutchins | G Rusedski F Santoro | RR V-P | Set V-P | Game V-P | Posizione |
| A1 | Michael Chang Mark Philippoussis  |                         | 4-6, 5-7              | 6-2, 3-6, [4-10]       | 3-6, 4-6             | 0-3    | 1-6     | 25-34    | 4         |
| A2 | Wayne Ferreira Sébastien Grosjean | 6-4, 7-5                |                       | 3-6, 6-3, [8-10]       | 3-6, 4-6             | 1-2    | 3-4     | 29-31    | 3         |
| A3 | Justin Gimelstob Ross Hutchins    | 2-6, 6-3, [10-4]        | 6-3, 3-6, [10-8]      |                        | 3-6, 6-3, [6-10]     | 2-1    | 5-4     | 28-28    | 2         |
| A4 | Greg Rusedski Fabrice Santoro     | 6-3, 6-4                | 6-3, 6-4              | 6-3, 3-6, [10-6]       |                      | 3-0    | 6-1     | 34-23    | 1         |

La classifica viene stilata in base ai seguenti criteri: 1) Numero di vittorie; 2) Numero di partite giocate; 3) Scontri diretti (in caso di due giocatori pari merito ); 4) Percentuale di set vinti o di games vinti (in caso di tre giocatori pari merito ); 5) Decisione della commissione.

### Gruppo B
|    |                                 | J Björkman T Johansson | J Delgado R Krajicek | T Enqvist G Ivanišević | F González C Moyá   | RR V-P | Set V-P | Game V-P | Posizione |
| B1 | Jonas Björkman Thomas Johansson |                        | 3-6, 6-4, [6-10]     | 6-3, 6-4               | 7–6(6), 2-6, [10-4] | 2-1    | 5-3     | 31-30    | 1         |
| B2 | Jamie Delgado Richard Krajicek  | 6-3, 4-6, [10-6]       |                      | 3-6, 3-6               | 2-6, 6-3, [6-10]    | 1-2    | 3-5     | 25-31    | 4         |
| B3 | Thomas Enqvist Goran Ivanišević | 3-6, 4-6               | 6-3, 6-3             |                        | 46-7, 16-7          | 1-2    | 2-4     | 31-32    | 3         |
| B4 | Fernando González Carlos Moyá   | 66-7, 6-2, [4-10]      | 6-2, 3-6, [10-6]     | 7–6(4), 7-6(1)         |                     | 2-1    | 5-3     | 36-30    | 2         |

La classifica viene stilata in base ai seguenti criteri: 1) Numero di vittorie; 2) Numero di partite giocate; 3) Scontri diretti (in caso di due giocatori pari merito ); 4) Percentuale di set vinti o di games vinti (in caso di tre giocatori pari merito ); 5) Decisione della commissione.